# Colotois castinearia
Colotois castinearia là một loài bướm đêm trong họ Geometridae.